# Bintumani
Bintumani (ang. Mount Bintumani), także: Bintimani, Loma Mansa – góra w północno-wschodnim Sierra Leone, w paśmie Loma, wysokość: 1948 m n.p.m. Jest to najwyższy szczyt w Afryce Zachodniej. Zbocza góry do wysokości 1500 m n.p.m. porasta wilgotny las równikowy, powyżej tej granicy występuje roślinność trawiasta typu sawannowego.